# Вулкана
Вулкана (настоящее имя Кейт Уильямс, известна также как Кейт Робертс; 1875—1946) — британская валлийская цирковая атлетка, прославившаяся своей огромной для женщины своего времени физической силой.

## Биография

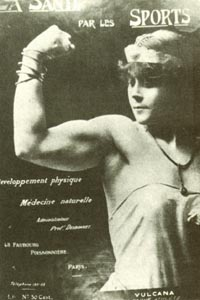
Вулкана на обложке журнала La Santé par les Sports

Родилась в семье с ирландскими корнями в Абергавенни, Монмутшир.
Вместе с Уильямом Хедли Робертсом, цирковым атлетом, известным под псевдонимом Атлас, гастролировала по циркам Великобритании, Европы и Австралии, где они выступали под названием «Группа Атласа и Вулканы из атлетического общества».
В возрасте пятнадцати лет Кейт Уильямс встретилась с Уильямом Робертсом в местной женской гимназии в городе Абергавенни. Уильям Робертс был женат, но влюбился в Кейт, и они вместе покинули город. Оба первоначально выступали в Понтипуле, а затем отправились в Лондон и выступали там как «Атлас и Вулкана».
Наибольший успех Вулкана имела во Франции, сделав себе имя выступлениями в «Halterophile Club de France» и попав на обложку популярного спортивного журнала «La Santé par les Sports». За свою карьеру она выиграла более ста медалей.
Вулкана и Атлас переехали в Лондон в 1920 году и прекратили выступления в 1932 году. 
В 1939 году Вулкана попала под машину на лондонской улице; она осталась жива, но получила тяжёлую травму мозга и прожила до 1946 года. Её муж и младшая дочь умерли в том же году, незадолго до её смерти.

### Подвиги
Вулкана была также известна благодаря многочисленным подвигам. В 1888 году в возрасте 13 лет остановила на скаку сбежавшую лошадь. В 1901 году спасла двух детей из реки Аск, за этот поступок была награждена медалью. В 1902 году нокаутировала карманника, пытавшегося украсть ее кошелек.
В 1910 году первой предупредила полицию об подозрительном исчезновении ее подруги Коры Криппен, что в конечном итоге привело к расследованию, судебному преследованию, поимке и казни доктора Харви Криппена, убившего свою жену. В 1921 году спасла лошадей из пожара театра, получив при этом серьёзные ожоги головы, за героические действия при пожаре получила награду.